# Manuel Villalongín
Manuel Villalongín är en ort i Mexiko.   Den ligger i kommunen Puruándiro och delstaten Michoacán de Ocampo, i den centrala delen av landet, 270 km väster om huvudstaden Mexico City. Manuel Villalongín ligger 1 716 meter över havet och antalet invånare är 1 906.
Terrängen runt Manuel Villalongín är kuperad söderut, men norrut är den platt. Runt Manuel Villalongín är det ganska tätbefolkat, med 100 invånare per kvadratkilometer. Närmaste större samhälle är Puruándiro, 16,5 km söder om Manuel Villalongín. I omgivningarna runt Manuel Villalongín växer huvudsakligen savannskog.